# Rhynchobelba planeta
Rhynchobelba planeta är en kvalsterart som beskrevs av K. Fujikawa 2004. Rhynchobelba planeta ingår i släktet Rhynchobelba och familjen Suctobelbidae. Inga underarter finns listade i Catalogue of Life.